# 6.22民間全民投票

6.22民間全民投票活动标志

6.22民間全民投票，簡稱622公投，由讓愛與和平佔領中環（簡稱「和平佔中」）發起，為促進真普選而委託香港大學民意研究計劃舉辦的一次民間全民投票，選出一個行政長官選舉方案。此投票要求市民在真普选联盟方案、人民力量方案及学界方案三个政改方案中作出选择，得票最高的方案，将成为占中运动行动支持及推动的方案。公投于2014年6月20日中午开始进行网络投票，6月22日开放实体投票站，计划于6月29日结束，为期共十天。组织公布總投票人次約為78萬。

## 背景

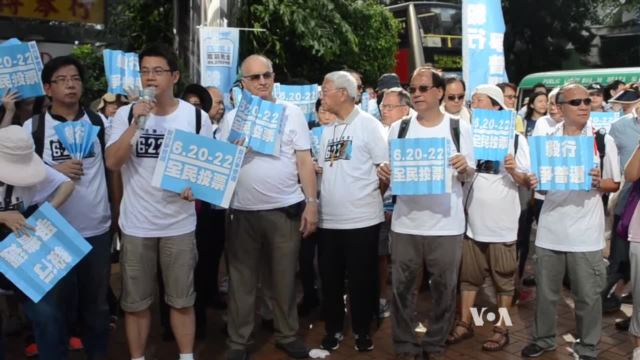
“和平占中”组织者发起的公投宣传活动

基本法委員會主任李飛在2013年11月訪問香港，表示「廣泛代表性的提名委員會」是指「機構提名」，應由選委會「四大界別」——工商金融界、專業界、勞工宗教界和政界組成，候選人人數設限，而且候選人必須「愛國愛港」。對李飛的說法，泛民主派極為反對，认為基本法內容根本沒有「四大界別」，「愛國愛港」不過是個人感受，不能變成法律條文
2013年12月4日，香港政務司司長林鄭月娥、香港律政司司長袁國強、香港政制及內地事務局局長譚志源的三人政改諮詢專責小組，推出諮詢文件，以「有商有量」為口號，就香港政治制度改革搜集民間意見。但在政制改革第二階段諮詢，政改三人組全盤否定「公民提名」及「公民推薦」兩者，前香港政務司司長陳方安生深表震驚，認為政府承諾「有商有量」，卻空口說白話，加劇社會矛盾。
香港政治制度改革其中極具爭議的地方，是基本法列明普選出來的特首是「一個有廣泛代表性的提名委員會按民主程序提名後普選產生的目標」。其中「提名委員會」成為政改爭拗的焦點，不同的政治陣營對提名委員會的組成方法意見並不一致，香港親建制派傾向由舊有的千人選舉委員會加以改良、獲提委會過半數支持；而香港泛民主派內部意見更加分歧，各有支持「公民提名」及「公民推薦」，但大原則反對小圈子篩選，越多民眾加入提名委員會為佳，以免淪落為橡皮圖章。
為了統合政改的意見，得出香港人最高認受的政改方案以便向政府爭取，佔領中環的提倡者戴耀廷、陳健民及朱耀明，邀請香港各界提供方案，並由香港大學法律學院專家團審核是否符合國際標準、「普及而平等」原則和基本法中的「有廣泛代表性」，初部選出十五個方案，再由「全民政改商討日」中簽署「和平佔中」意向書的市民選出三個方案，是為「真普選聯盟方案」、「人民力量方案」、「學界方案」，三者都有公民提名成份。
部份被否決提案的提案者，包括陳方安生、湯家驊等人表示失望，打擊參加公投的意欲。為安撫不被接納的提案者和一些不同意三個方案的市民，增加投票題目，協調後得到不同團體同意繼續參加公投運動。而戴耀廷、陳健民及朱耀明表示公投人數少於十萬，他們將退出佔領中環的領導角色。

## 投票内容
投票议题有两部分。
第一题为“就2017年特首选举，支持‘和平占中’向政府提请哪个方案？”该选题有四个选项：
1. 真普选联盟方案
2. 人民力量方案
3. 学界方案
4. 弃权

第二题为“如果政府方案不符国际标准让选民有真正选择，立法会是否应予否决？”该选题有三个选项：
1. 立法会应予否决
2. 立法会不应否决
3. 弃权

## 投票方式

### 票站实体投票
香港大學民意研究計劃于香港多处設立票站，包括十四個正規票站及七個附屬票站。另外，加拿大多倫多亦設境外票站，供境外港人投票。十八岁或以上香港永久性居民均可参与投票，投票时需出示身份证原件。

### 网上投票
占中运动同时设立电子投票方式，投票市民可通过网页或手机客户端进行投票。

## 投票结果
港大民調初步统计，真普選聯盟的方案获得票数最多，有三十三萬一千多票，约占总票数的42%，是最多市民支持的方案；其次为學界方案，有三十萬多票，得票率約38%；人民力量方案得到八萬多票。另有约七万人投了弃权票。最終數字須點算紙張選票後才能公佈。
| 第一道議題：就2017年特首選舉，支持『和平佔中』向政府提請哪個方案？         | 第一道議題：就2017年特首選舉，支持『和平佔中』向政府提請哪個方案？ | 第一道議題：就2017年特首選舉，支持『和平佔中』向政府提請哪個方案？ |
| 選擇                                                                       | 票數                                                               | %                                                                  |
| -------------------------------------------------------------------------- | ------------------------------------------------------------------ | ------------------------------------------------------------------ |
| 真普選聯盟方案                                                             | 333,962                                                            | 42.1                                                               |
| 人民力量方案                                                               | 82,003                                                             | 10.3                                                               |
| 學界方案                                                                   | 304,319                                                            | 38.4                                                               |
| 棄權                                                                       | 70,630                                                             | 8.9                                                                |
| 沒有投票                                                                   | 1,761                                                              | 0.2                                                                |
| 白票                                                                       | 26                                                                 | <0.1                                                               |
| 廢票                                                                       | 104                                                                | <0.1                                                               |
| 拒絕投票                                                                   | 3                                                                  | <0.1                                                               |
| 合計                                                                       | 792,808                                                            | 100.0                                                              |
|                                                                            |                                                                    |                                                                    |
| 第二道議題：如果政府方案不符國際標準讓選民有真正選擇，立法會是否應予否決？ |                                                                    |                                                                    |
| 選擇                                                                       | 票數                                                               | %                                                                  |
| 立法會應予否決                                                             | 696,092                                                            | 87.8                                                               |
| 立法會不應否決                                                             | 59,897                                                             | 7.6                                                                |
| 棄權                                                                       | 31,294                                                             | 3.9                                                                |
| 沒有投票                                                                   | 5,193                                                              | 0.7                                                                |
| 白票                                                                       | 265                                                                | <0.1                                                               |
| 廢票                                                                       | 65                                                                 | <0.1                                                               |
| 拒絕投票                                                                   | 2                                                                  | <0.1                                                               |
| 合計                                                                       | 792,808                                                            | 100.0                                                              |
| 來源：港大民調                                                             |                                                                    |                                                                    |

## 投票争议
自公投伊始，包括部分亲北京报章在内的媒体便对电子投票系统提出质疑：电子投票未能识别参与投票的网民是否符合资格，网民可下载工具软件生成“有效”的身份证号码，填写符合逻辑的资料即可轻易规避系统检查；网络投票过程缺乏具有公信力的官方组织监督，计划组织者可在系统后台更改数据。而公投網上系統經過兩日運作，被爆出種種漏洞，更有人發現有網站可產生假身份證號碼，進行大量重複投票。有网友录制视频，演示通过假身份证投票流程。而6月20日香港各大论坛及《苹果日报》的Facebook专页上，出现大量网络兼职广告，宣称只要成功参与6.22投票一次，将获得20元港币的报酬。
对此，占中发起人之一戴耀廷表示，有懷疑的市民可於22日前往實體票站投票，以取消先前涉嫌「被進行」的網上投票。
另外，BBC中文网报道有用户下载投票应用程式，准备以手机投票，但手机显示“重复投票。此投票无效！”，因此质疑有人盗用其手机及个人资料投票。对舆论在投票人数上是否“造假”的质疑，占中行动发起人之一戴耀廷回应，“有关公投只是民间系统，无法有政府资料库来核对选民资料，因此无法阻滞有人利用漏洞投票”。他同时指出很多香港市民仍然出来表达意见，政府也不能忽视这些意见。。

## 受黑客攻擊
佔中運動在其臉書公佈指「PopVote」投票網站在2014年6月14日晚9點至11點及6月15日8點至11點半先後遭受駭客發動分散式阻斷服務攻擊，一度無法連線。投票網站使用三家公司提供的雲端運算服務。其中亞馬遜網路服務系統在20小時內收到超過100億次的域名解析查詢，CloudFlare與UDomain的網路流量分別達到每秒75Gb與10Gb。大部分攻擊來自香港本地ISP。在攻擊事件後，只有CloudFlare願意繼續提供支持服務。CloudFlare的行政總裁稱，一直在抵禦“極為兇猛、針對佔中的網絡攻擊”。他表示攻擊者不斷使用新的攻擊策略，相當獨特，是該公司所見過最專業的攻擊。該公司無法辨識攻击來源。
《壹周刊》报导，从6月14日晚上开始，黑客对投票系统位于香港和美国的服务器发动攻击，攻击源头前三位分别来自中国科学院、中国移动和俄罗斯。对此，中国移动予以否认，并指《壹周刊》报道不实。
對於佔中投票網站及壹傳媒網站報稱遭受黑客攻擊，香港保安局局长黎棟國接受媒体訪問時表示，警方已就事件展開調查，現階段不能揣測攻擊者來源。
有亲北京报章评论称，联想到之前壹传媒老板黎智英密会美国前高官，《壹周刊》的报道只不过是意图转移公众对美国当局操控投票的质疑。

## 出現偽冒網站
網民在6月27日發現6.22公投出現偽冒網站，假網站網址為「popvotes.hk」，與真網站只是多了一個「s」。假網站設計與港大民研的公投系統網站極為相似，但點擊任何一個選項均會直接被引導至投票版面。港大民研已就事件報警。而在網站上方的欄位，查詢的「詢」字為簡體字。另一個假公投網站網址是「popsvote.hk」。兩個假網站網主都是中國大陸人。

## 回应

### 主辦方回應
佔中發起人之一戴耀廷接受訪問時表示，對短的時間內有幾十萬香港市民上網投票，令人鼓舞，因為原先沒有預見到市民會做出如此熱烈和強烈的反應。他認為香港市民對真普選追求非常強烈。他形容香港人在創造自己的歷史。回應官方指投票在香港沒有法律約束力，他表示認同。但是他從法律角度來看，如果一個事情沒有法律約束力，並不能說它是違法的。他指投票結果不會在法律上對政府有規範能力，但是投票都是現在香港法律所允許的。
戴耀廷在另一個場合表示，指佔中投票違法的人是法律觀念錯誤，因為今次投票是由民間組織發起，從來沒說過有法律效力，他強調投票只是保障市民言論自由。他同時希望指公投違法的人，提出實質的法律條文，否則不要再發表對法律誤解與無知的言論。
另一名佔中發起人陳健民表示投票反應熱烈令他感動落淚。他認為香港人仍重視個人的基本權利，不希望被打壓，無法發聲。

### 官方回应
中国政府国务院港澳办于6月20日表示，在香港特别行政区进行任何形式的所谓“公投”均没有宪制性法律依据，是非法的，也是无效的。
香港行政长官梁振英于6月21日表示，在香港没有所谓“公投”的法律基础或机制，公民提名不符基本法，他本人、特区政府和中央都很希望做到2017年行政长官普选，但前提是普选一定要符合基本法和全国人大常委会决定。
政务司司长林鄭月娥称，政府視此次公投為市民表達意見的方式，同时又称不能因政治考慮而偏離法律。
律政司司长袁国强在出席一个公开活动时表示，此次公投“并无法律基础及效力”。他同意作為負責任的政府，絕對要聽民意，但考慮香港政改建議時，亦要考慮基本法及全國人大常委會的決定，不能偏離法律框架。。
財政司司長曾俊華在其網誌中表示，身邊朋友都有討論政改民間投票活動，對參與人數感到意外，亦有人提出了質疑。他認為無論是怎樣的投票、民調，都是市民意見的表達，作為官員，都有責任聆聽，考慮意見後合適地取捨和平衡。他表示相信中央政府亦同樣重視香港人的聲音，期望市民亦能明白和尊重中央的關注。
环球时报就公投发表社论说：“香港非法公投人再多，也没13亿人多。”社评称：“一个最简单的道理是，香港《基本法》同时反映了整个国家的意志，在香港政改的核心问题上，13亿中国人同样有发言权。“6·22公投”说到底是一场游戏，反对派入戏太深，以为他们从此掐住了香港政治的咽喉。他们需要清楚，他们根本就没资格做《基本法》的反对派，在这个问题上，他们手里的牌是零。”特首梁振英表示不接受把香港人和大陆人对立的看法，认为公投也体现了希望2017年普选的愿望。随后环球时报的微博评论说：“闹事的香港激进反对派就不想做中国人，他们自己选择与中国人对立。”

## 主題歌曲
改編自《孤星淚》中「社運代表作」《Do You Hear the People Sing?》的《問誰未發聲》、及Beyond合唱團的《光輝歲月》、《海闊天空》、《抗戰二十年》、謝安琪的《雞蛋與羔羊》等均被視為2014年香港6.22民間全民投票、七一大遊行、學界大罷課與讓愛與和平佔領中環/雨傘革命爭取自由民主的主題歌曲。